# Groesbeck, Texas
Groesbeck är administrativ huvudort i Limestone County i Texas. Orten har fått sitt namn efter järnvägsdirektören Abram Groesbeck. Enligt 2010 års folkräkning hade Groesbeck 4 328 invånare.

## Kända personer från Groesbeck
- Joe Don Baker, skådespelare